# John James Cowperthwaite
John James Cowperthwaite (25 de abril de 1915 a 21 de enero de 2006; chino :郭伯伟 爵士) era un funcionario británico y el Secretario de Finanzas de Hong Kong desde 1961 hasta 1971. Su introducción de políticas económicas de libre mercado son ampliamente acreditadas por convertir al Hong Kong de posguerra en un centro financiero mundial próspero.

## Biografía
Cowperthwaite asistió Merchiston Castle School en Edimburgo, Escocia, y más tarde estudió a los clásicos en la Universidad de Saint Andrews y el Christ's College, Cambridge. Se unió al Servicio Colonial británico en Hong Kong en 1941, pero lo dejó brevemente durante la Segunda Guerra Mundial por un cargo en Sierra Leona.

### Hong Kong
Regresó a Hong Kong en 1945 y continuó subiendo en el escalafón. Se le pidió que encontrar la manera en que el gobierno podría mejorar la situación económica de la posguerra, pero se percató que la economía se estaba recuperando rápidamente y sin ninguna intervención del gobierno. Él interiorizó la lección y el no-intervencionismo positivo se convirtió en el foco de su política económica como Secretario de Finanzas. Se negó a recoger estadísticas económicas para evitar la intromisión de los funcionarios en la economía.
En 1960, fue nombrado oficial de la Orden del Imperio Británico (OBE) y, en 1964, compañero de la Orden de San Miguel y San Jorge (CMG). Más tarde se convirtió en caballero comendador de la Orden del Imperio Británico (KBE), en 1968. Fue muy elogiado por el premio Nobel Milton Friedman, justo antes de su muerte.
Los comentaristas han acreditado su gestión de la economía de Hong Kong como un ejemplo destacado de cómo un gobierno pequeño fomenta el crecimiento.

### Carrera post-servicio civil
Fue asesor internacional para Jardine Fleming, el banco de inversión con sede en Hong Kong hasta 1981. Se retiró y dejó a Hong Kong para Saint Andrews, Escocia y se convirtió en miembro de The Royal and Ancient Golf Club of St Andrews.

### Vida personal
Se casó con Sheila Thomson en 1941, tuvieron un hijo. Murió en Escocia el 21 de enero de 2006, con 90 años de edad; su hijo murió antes.